# Янцо Павло Васильович
Янцо Павло́ Васи́льович — солдат Збройних сил України.
Після строкової 2013 року підписав контракт. Під час війни на сході України брав участь у боях за Луганський аеропорт, липень-серпень 2014-го, 128-а окрема гірсько-піхотна бригада.

## Нагороди
За особисту мужність і героїзм, виявлені у захисті державного суверенітету та територіальної цілісності України, вірність військовій присязі, відзначений — нагороджений
- 27 червня 2015 року — орденом «За мужність» III ступеня